# Región de Pardubice
La Región de Pardubice (en checo: Pardubický kraj; en alemán: Pardubitzer Region, pronunciado /paːʁˈdyːˈbɪt͡sɐ ʁeˈɡi̯oːn/) es una unidad administrativa (kraj) de la República Checa, situada mayoritariamente en la región histórica de Bohemia, aunque también incluye una pequeña parte de la región histórica de Moravia. La capital es Pardubice.

## Distritos(okresy)
- Distrito de Pardubice
- Distrito de Chrudim
- Distrito de Svitavy
- Distrito de Ústí nad Orlicí

## Ciudades importantes
Pardubice, Česká Třebová, Chrudim, Holice, Svitavy, Ústí nad Orlicí, Vysoké Mýto.